# Coppa panamericana femminile under 23 di pallavolo 2025
La Coppa panamericana femminile under 23 di pallavolo 2025, 8ª edizione dell'omonima competizione femminile di pallavolo, si è svolta dal 27 luglio al 1º agosto 2025 a León, in Messico: al torneo hanno partecipato otto squadre nazionali under 23 nordamericane e sudamericane e la vittoria finale è andata per la prima volta agli Stati Uniti.

## Impianti
|                                                                    |  |  |
|                                                                    |  |  |
| Domo de la Feria Città: León Capienza: 4 463 Anno d'apertura: 1980 |  |  |

## Regolamento

### Formula
Le squadre hanno disputato una prima fase a gironi con formula del girone all'italiana; al termine della prima fase:
- Le prime tre classificate di ogni girone hanno acceduto alla fase finale per il primo posto, strutturata in quarti di finale, a cui hanno partecipato solo le seconde e le terze classificate, semifinali, finale per il terzo posto e finale.
- Le quarte classificate di ogni girone e le due eliminate ai quarti di finale della fase finale per il primo posto hanno acceduto alla fase finale per il quinto posto, strutturata in semifinali, finale per il settimo posto e finale per il quinto posto.

### Criteri di classifica
Se il risultato finale è stato di 3-0 sono stati assegnati 5 punti alla squadra vincente e 0 a quella sconfitta, se il risultato finale è stato di 3-1 sono stati assegnati 4 punti alla squadra vincente e 1 a quella sconfitta, se il risultato finale è stato di 3-2 sono stati assegnati 3 punti alla squadra vincente e 2 a quella sconfitta.
L'ordine del posizionamento in classifica è stato definito in base a:
- Numero di partite vinte;
- Punti;
- Ratio dei set vinti/persi;
- Ratio dei punti realizzati/subiti;
- Risultati degli scontri diretti.

## Squadre partecipanti
| Squadra         | Qualificazione      | Ultima partecipazione |
| --------------- | ------------------- | --------------------- |
| Canada          | -                   | Messico 2023          |
| Costa Rica      | -                   | Messico 2024          |
| Cuba            | -                   | Messico 2024          |
| Messico         | Paese organizzatore | Messico 2024          |
| Nicaragua       | -                   | Messico 2024          |
| Rep. Dominicana | -                   | Messico 2024          |
| Stati Uniti     | -                   | Debutto               |
| Suriname        | -                   | Messico 2021          |

## Torneo

### Fase a gironi
| Girone A        | Girone B  |
| --------------- | --------- |
| Costa Rica      | Canada    |
| Rep. Dominicana | Cuba      |
| Stati Uniti     | Messico   |
| Suriname        | Nicaragua |

#### Girone A

##### Risultati
| 27 luglio 2025 Domo de la Feria, León Durata: 1h:24 - Spettatori: 550 | Rep. Dominicana | 0 - 3 | Stati Uniti | 25-27, 19-25, 21-25 |
| 27 luglio 2025 Domo de la Feria, León Durata: 1h:24 - Spettatori: 300 | Suriname        | 0 - 3 | Costa Rica  | 23-25, 15-25, 18-25 |
| 28 luglio 2025 Domo de la Feria, León Durata: 0h:59 - Spettatori: 100 | Suriname        | 0 - 3 | Stati Uniti | 10-25, 13-25, 7-25  |
| 28 luglio 2025 Domo de la Feria, León Durata: 1h:03 - Spettatori: 600 | Rep. Dominicana | 3 - 0 | Costa Rica  | 25-9, 25-9, 25-14   |
| 29 luglio 2025 Domo de la Feria, León Durata: 0h:56 - Spettatori: 100 | Rep. Dominicana | 3 - 0 | Suriname    | 25-4, 25-11, 25-7   |
| 29 luglio 2025 Domo de la Feria, León Durata: 1h:07 - Spettatori: 300 | Costa Rica      | 0 - 3 | Stati Uniti | 18-25, 10-25, 10-25 |

##### Classifica
| Pos. | Squadra         | Pt | G | V | P | SV | SP | Ratio | PF  | PS  | Ratio |
| ---- | --------------- | -- | - | - | - | -- | -- | ----- | --- | --- | ----- |
| 1    | Stati Uniti     | 15 | 3 | 3 | 0 | 9  | 0  | MAX   | 227 | 133 | 1,706 |
| 2    | Rep. Dominicana | 10 | 3 | 2 | 1 | 6  | 3  | 2,000 | 215 | 131 | 1,641 |
| 3    | Costa Rica      | 5  | 3 | 1 | 2 | 3  | 6  | 0,500 | 145 | 206 | 0,703 |
| 4    | Suriname        | 0  | 3 | 0 | 3 | 0  | 9  | 0,000 | 108 | 225 | 0,480 |

      Qualificata alle semifinali per il primo posto.
      Qualificata ai quarti di finale per il primo posto.
      Qualificata alle semifinali per il quinto posto.

#### Girone B

##### Risultati
| 27 luglio 2025 Domo de la Feria, León Durata: 2h:09 - Spettatori: 500   | Cuba      | 3 - 2 | Canada    | 18-25, 23-25, 26-24, 25-18, 17-15 |
| 27 luglio 2025 Domo de la Feria, León Durata: 1h:04 - Spettatori: 2 000 | Messico   | 3 - 0 | Nicaragua | 25-14, 25-14, 25-8                |
| 28 luglio 2025 Domo de la Feria, León Durata: 1h:11 - Spettatori: 600   | Cuba      | 3 - 0 | Nicaragua | 25-18, 25-19, 25-16               |
| 28 luglio 2025 Domo de la Feria, León Durata: 1h:18 - Spettatori: 1 100 | Messico   | 3 - 0 | Canada    | 25-17, 25-20, 25-16               |
| 29 luglio 2025 Domo de la Feria, León Durata: 1h:01 - Spettatori: 1 000 | Nicaragua | 0 -3  | Canada    | 12-25, 14-25, 13-25               |
| 29 luglio 2025 Domo de la Feria, León Durata: 2h:00 - Spettatori: 3 000 | Cuba      | 3 - 1 | Messico   | 31-29, 21-25, 25-20, 27-25        |

##### Classifica
| Pos. | Squadra   | Pt | G | V | P | SV | SP | Ratio | PF  | PS  | Ratio |
| ---- | --------- | -- | - | - | - | -- | -- | ----- | --- | --- | ----- |
| 1    | Cuba      | 12 | 3 | 3 | 0 | 9  | 3  | 3,000 | 288 | 259 | 1,111 |
| 2    | Messico   | 11 | 3 | 2 | 1 | 7  | 3  | 2,333 | 249 | 193 | 1,290 |
| 3    | Canada    | 7  | 3 | 1 | 2 | 5  | 6  | 0,833 | 235 | 223 | 1,053 |
| 4    | Nicaragua | 0  | 3 | 0 | 3 | 0  | 9  | 0,000 | 128 | 225 | 0,568 |

      Qualificata alle semifinali per il primo posto.
      Qualificata ai quarti di finale per il primo posto.
      Qualificata alle semifinali per il quinto posto.

### Fase finale
|  | Quarti | Quarti          | Quarti |  |  | Semifinali | Semifinali  | Semifinali |  |                 | Finale          | Finale          | Finale |
|  |        |                 |        |  |  |            |             |            |  |                 |                 |                 |        |
|  |        |                 |        |  |  | 1A         | Stati Uniti | 3          |  |                 |                 |                 |        |
|  |        |                 |        |  |  | 1A         | Stati Uniti | 3          |  |                 |                 |                 |        |
|  |        |                 |        |  |  | 2B         | Messico     | 2          |  |                 |                 |                 |        |
|  | 2B     | Messico         | 3      |  |  | 2B         | Messico     | 2          |  |                 |                 |                 |        |
|  | 2B     | Messico         | 3      |  |  |            |             |            |  |                 |                 |                 |        |
|  | 3A     | Costa Rica      | 0      |  |  |            |             |            |  |                 |                 |                 |        |
|  | 3A     | Costa Rica      | 0      |  |  |            |             |            |  | 1A              | Stati Uniti     | 3               |        |
|  |        |                 |        |  |  |            |             |            |  | 1A              | Stati Uniti     | 3               |        |
|  |        |                 |        |  |  |            |             |            |  |                 | 3B              | Canada          | 0      |
|  |        |                 |        |  |  |            |             |            |  |                 | 3B              | Canada          | 0      |
|  |        |                 |        |  |  |            |             |            |  |                 |                 |                 |        |
|  |        |                 |        |  |  |            |             |            |  |                 |                 |                 |        |
|  |        |                 |        |  |  | 1B         | Cuba        | 2          |  | Finale 3° posto | Finale 3° posto | Finale 3° posto |        |
|  |        |                 |        |  |  | 1B         | Cuba        | 2          |  |                 |                 |                 |        |
|  |        |                 |        |  |  | 3B         | Canada      | 3          |  |                 | 2B              | Messico         | 3      |
|  | 2A     | Rep. Dominicana | 2      |  |  |            | Canada      | 3          |  |                 | 2B              | Messico         | 3      |
|  | 2A     | Rep. Dominicana | 2      |  |  |            |             |            |  | 1B              | Cuba            | 2               |        |
|  | 3B     | Canada          | 3      |  |  |            |             |            |  |                 | Cuba            | 2               |        |
|  | 3B     | Canada          | 3      |  |  |            |             |            |  |                 |                 |                 |        |

#### Quarti di finale
| 30 luglio 2025 Domo de la Feria, León Durata: 1h:07 - Spettatori: 2 000 | Messico         | 3 - 0 | Costa Rica | 25-11, 25-9, 25-13               |
| 30 luglio 2025 Domo de la Feria, León Durata: 1h:55 - Spettatori: 500   | Rep. Dominicana | 2 - 3 | Canada     | 20-25, 25-19, 25-12, 21-25, 9-15 |

#### Semifinali
| 31 luglio 2025 Domo de la Feria, León Durata: 2h:09 - Spettatori: 2 000 | Stati Uniti | 3 - 2 | Messico | 20-25, 27-25, 25-20, 21-25, 15-10 |
| 31 luglio 2025 Domo de la Feria, León Durata: 2h:01 - Spettatori: 1 500 | Cuba        | 2 - 3 | Canada  | 25-21, 25-22, 19-25, 22-25, 9-15  |

#### Finale 3º posto
| 1º agosto 2025 Domo de la Feria, León Durata: 1h:59 - Spettatori: 1 500 | Messico | 3 - 2 | Cuba | 25-21, 22-25, 19-25, 25-15, 15-11 |

#### Finale
| 1º agosto 2025 Domo de la Feria, León Durata: 1h:14 - Spettatori: 1 200 | Stati Uniti | 3 - 0 | Canada | 25-16, 25-15, 25-19 |

### Finale 5º e 7º posto
|  | Semifinali | Semifinali      | Semifinali |                 |    | Finale 5º posto | Finale 5º posto | Finale 5º posto |  |
|  |            |                 |            |                 |    |                 |                 |                 |  |
|  | 3A         | Costa Rica      | 2          |                 |    |                 |                 |                 |  |
|  | 3A         | Costa Rica      | 2          |                 |    |                 |                 |                 |  |
|  | 4B         | Nicaragua       | 3          |                 |    |                 |                 |                 |  |
|  | 4B         | Nicaragua       | 3          |                 | 4B | Nicaragua       | 0               |                 |  |
|  |            |                 |            |                 | 4B | Nicaragua       | 0               |                 |  |
|  |            |                 | 2A         | Rep. Dominicana | 3  |                 |                 |                 |  |
|  | 2A         | Rep. Dominicana | 2A         | Rep. Dominicana | 3  | 3               |                 |                 |  |
|  | 2A         | Rep. Dominicana |            |                 |    | 3               |                 |                 |  |
|  | 4A         | Suriname        | 0          |                 |    | Finale 7º posto | Finale 7º posto | Finale 7º posto |  |
|  | 4A         | Suriname        | 0          |                 |    |                 |                 |                 |  |
|  |            |                 |            |                 |    |                 |                 |                 |  |
|  |            |                 |            |                 |    | 3A              | Costa Rica      | 3               |  |
|  |            |                 |            |                 |    | 3A              | Costa Rica      | 3               |  |
|  |            |                 |            |                 |    | 4A              | Suriname        | 0               |  |

#### Semifinali
| 31 luglio 2025 Domo de la Feria, León Durata: 2h:10 - Spettatori: 100 | Nicaragua | 3 - 2 | Costa Rica      | 25-22, 25-21, 23-25, 19-25, 15-13 |
| 31 luglio 2025 Domo de la Feria, León Durata: 0h:57 - Spettatori: 100 | Suriname  | 0 - 3 | Rep. Dominicana | 13-25, 5-25, 11-25                |

#### Finale 7º posto
| 1º agosto 2025 Domo de la Feria, León Durata: 1h:12 - Spettatori: 50 | Suriname | 0 - 3 | Costa Rica | 11-25, 11-25, 15-25 |

#### Finale 5º posto
| 1º agosto 2025 Domo de la Feria, León Durata: 1h:05 - Spettatori: 50 | Rep. Dominicana | 3 - 0 | Nicaragua | 25-16, 25-7, 25-15 |

## Classifica finale
| Pos     | Squadra         | Rosa |
| ------- | --------------- | --- |
| Oro     | Stati Uniti     | Formazione: 1 Klika, 3 Chicoine, 4 Cresse, 6 Colvin, 8 Hudson, 9 Sis, 10 Carlson, 11 Cos-Okpalla, 13 Kerr, 15 Martin, 16 Robinson, 18 Rumel, CT: Zidek                           |
| Argento | Canada          | Formazione: 2 Watson, 8 Wahlgren, 10 Dickson, 20 Borowski, 21 de Boer, 24 Hovey, 28 Surinx, 30 Saris, 35 Noble, 37 Andrews, 38 Boldon, 47 Moore, CT: O'Dwyer                     |
| Bronzo  | Messico         | Formazione: 1 Morales, 6 Simental, 7 Cordova, 8 Salinas, 9 Ramírez, 11 Oregel, 14 Solar, 15 Herrera, 18 Félix, 20 Topete, 26 Lizarraga, 31 Rettke, CT: León                      |
| 4       | Cuba            | Formazione: 1 Grafort, 3 Kindelan, 4 L. Garcia, 6 de la Peña, 9 Ferrer, 12 Ruiz, 14 Tarín, 18 M. García, 21 James, 22 Hernández, CT: Robinson                                    |
| 5       | Rep. Dominicana | Formazione: 1 Soler, 2 Margaritha, 5 Hernández, 6 Rodríguez, 7 Alonzo, 8 Tapia, 9 Fernández, 11 Puente, 14 Liberato, 17 Paniagua, 18 Maleno, 19 Terrero, CT: Pacheco             |
| 6       | Nicaragua       | Formazione: 1 Smith, 3 Roa, 5 Ebanks, 7 Rivera, 8 Medrano, 10 Pérez, 14 Valle, 16 Vargas, 18 Juárez, 19 Martínez, 21 Bird, 22 Zeledón, CT: Noguera                               |
| 7       | Costa Rica      | Formazione: 6 Vargas, 14 Luconi, 15 Blackwood, 18 Jiménez, 21 Alcalá, 22 Pérez, 23 Easy, 24 Thornourn, 25 Arce, 26 Porras, 27 Rodríguez, 28 Mora, CT: Richards                   |
| 8       | Suriname        | Formazione: 1 Lisse, 2 T. Griffith, 3 Ladry, 4 Clydesdale, 5 C. Griffith, 6 Heijmans, 7 Sporkslede, 8 Sengwai, 13 van Russel, 14 Getrouw, 17 De Graven, 20 Peroti, CT: Misidjang |

## Premi individuali
| Premio                 | Nome                   | Squadra     |
| ---------------------- | ---------------------- | ----------- |
| MVP                    | Ifennamaka Cos-Okpalla | Stati Uniti |
| Miglior realizzatrice  | Aimé Topete            | Messico     |
| Miglior servizio       | Aitana Rettke          | Messico     |
| Miglior difesa         | Emmy Klika             | Stati Uniti |
| Miglior ricevitrice    | Emmy Klika             | Stati Uniti |
| Miglior palleggiatrice | Isabella Noble         | Canada      |
| Miglior opposto        | Ivanny Blackwood       | Costa Rica  |
| Miglior schiacciatrice | Aimé Topete            | Messico     |
| Miglior schiacciatrice | Raya Surinx            | Canada      |
| Miglior centrale       | Ifennamaka Cos-Okpalla | Stati Uniti |
| Miglior centrale       | Lianet García          | Cuba        |
| Miglior libero         | Emmy Klika             | Stati Uniti |

## Statistiche
| Rendimento individuale | Rendimento individuale | Rendimento individuale | Rendimento individuale |
| Pos.                   | Nome                   | Punti                  | Squadra                |
| ---------------------- | ---------------------- | ---------------------- | ---------------------- |
| 1                      | Aimé Topete            | 107                    | Messico                |
| 2                      | Ivanny Blackwood       | 79                     | Costa Rica             |
| 3                      | Katielle Alonzo        | 78                     | Rep. Dominicana        |
| 4                      | Madyson Saris          | 74                     | Canada                 |
| 5                      | Raya Surinx            | 70                     | Canada                 |

| Attacchi vincenti | Attacchi vincenti | Attacchi vincenti | Attacchi vincenti |
| Pos.              | Nome              | Punti             | Squadra           |
| ----------------- | ----------------- | ----------------- | ----------------- |
| 1                 | Aimé Topete       | 97                | Messico           |
| 2                 | Ivanny Blackwood  | 75                | Costa Rica        |
| 3                 | Katielle Alonzo   | 72                | Rep. Dominicana   |
| 4                 | Madyson Saris     | 66                | Canada            |
| 5                 | Raya Surinx       | 61                | Canada            |

| Muri vincenti | Muri vincenti          | Muri vincenti | Muri vincenti |
| Pos.          | Nome                   | Punti         | Squadra       |
| ------------- | ---------------------- | ------------- | ------------- |
| 1             | Ifennamaka Cos-Okpalla | 17            | Stati Uniti   |
| 2             | Lianet García          | 16            | Cuba          |
| 2             | Veronica Dickson       | 16            | Canada        |
| 4             | Aitana Rettke          | 15            | Messico       |
| 5             | Jessica Andrews        | 13            | Canada        |

| Battute vincenti | Battute vincenti | Battute vincenti | Battute vincenti |
| Pos.             | Nome             | Punti            | Squadra          |
| ---------------- | ---------------- | ---------------- | ---------------- |
| 1                | Aitana Rettke    | 11               | Messico          |
| 2                | Whitney James    | 5                | Cuba             |
| 2                | Raya Surinx      | 5                | Canada           |
| 2                | Jimena Salinas   | 5                | Messico          |
| 5                | Raven Colvin     | 4                | Stati Uniti      |
| 5                | Yensy Kindelán   | 4                | Cuba             |
| 5                | Veronica Dickson | 4                | Canada           |
| 5                | Maryn Boldon     | 4                | Canada           |